# Jim Fitzpatrick (Schauspieler)
Jim „Jimmy“ Fitzpatrick (* 28. August 1959 in Omaha, Nebraska als James A. Fitzpatrick) ist ein US-amerikanischer Schauspieler, Filmproduzent, Filmregisseur, Drehbuchautor und Model sowie ehemaliger American-Football-Spieler.

## Leben
Fitzpatrick wurde am 28. August 1959 in Omaha geboren und wurde in Seminole im US-Bundesstaat Florida groß. Dort besuchte er die gleichnamige Seminole High School. Ab seinem 13. Lebensjahr wirkte er vermehrt in Bühnenstücken seiner Schule mit. In den 1970er Jahren studierte er über ein American-Football-Stipendium an der Illinois State University, die er mit einem Abschluss in Theater verließ. Nach seinem dortigen Abschluss schauspielerte er unter anderen an der Steppenwolf Theatre Company.
Seit dem 4. Juli 1990 ist er mit der Schauspielerin und Produzentin Jodi Knotts verheiratet. Die beiden sind Eltern zweier Kinder, darunter Jadon Cal, ebenfalls Schauspieler und Filmschaffender.
Er empfahl Schauspielerinnen wie Cameron Diaz oder Charlize Theron weiter und hegt langjährige, freundschaftliche Beziehungen zu unter anderen Michael Bay, Sam Shepard, David Klass, der sein Trauzeuge war, sowie zu Fraser Clarke Heston, Sohn von Charlton Heston.

## Karriere
Nach seinen ersten Schritten als Theaterschauspieler war er auch als Professioneller Gridiron-Football-Spieler tätig. So spielte er 1981 für die Hamilton Tiger-Cats in der Canadian Football League (CFL) und hatte ein kurzes Gastspiel in der National Football League (NFL) für die Chicago Bears und den Baltimore Colts im Jahr 1982. Bis 1985 spielte er drei Saisons für die Tampa Bay Bandits in der USFL. Von den 1980er bis Anfang der 2000er Jahre war er als Top-Ford-Model und Werbeschauspieler in New York City und Los Angeles tätig. Vor allem in den 1990er Jahren galt er als gefragter Darsteller für verschiedene Werbespots.
Seit Mitte der 1980er Jahre ist er als Schauspieler tätig. Erste Kontakte zu Filmagenten wurden über Burt Reynolds hergestellt. Von 1986 bis 2014 war er als Pierce Riley in über 100 Episoden der Fernsehserie All My Children zu sehen. 1989 wirkte er im Musikvideo zum Lied Call It Love der Band Poco mit. Im Folgejahr war er im Musikvideo zum Lied House of Pain der Band Faster Pussycat zu sehen. Im selben Jahr spielte er in den Musikvideos der Lieder Love Is the Ritual und Show Me the Way der Band Styx mit. 1993 wirkte er im Musikvideo zum Lied I’d Do Anything for Love (But I Won’t Do That) des Sängers Meat Loaf mit. 2022 stellte er im Tierhorrorfilm Shark Waters von seinem Sohn die Rolle des Jose dar.
Er gründete 1992 das Filmstudio Five Star Studios und 2005 das Filmstudio PacAtlantic Pictures, LLC, als dessen Präsident er fungiert. Als Filmschaffender war er unter anderen 2005 für Supernatural und 2008 für The Belly of the Beast verantwortlich.

## Filmografie (Auswahl)
- 1963: General Hospital (Fernsehserie)
- 1979: Glory Days
- 1985: The Hard Way
- 1985: D.A.R.Y.L. – Der Außergewöhnliche (D.A.R.Y.L.)
- 1985: Cocoon
- 1985–1987: Zeit der Sehnsucht (Days of Our Lives, Fernsehserie, 6 Episoden)
- 1986: Miami Vice (Fernsehserie, Episode 2x12)
- 1986: Die gnadenlose Clique (Band of the Hand)
- 1986: Verschwörung des Bösen (When the Bough Breaks, Fernsehfilm)
- 1986: Capitol (Fernsehserie, 3 Episoden)
- 1986–1991: California Clan (Santa Barbara, Fernsehserie, 4 Episoden, verschiedene Rollen)
- 1986–2004: All My Children (Fernsehserie, 101 Episoden)
- 1987: Der letzte Seitensprung (The Last Fling, Fernsehfilm)
- 1987: Mann muss nicht sein (Designing Women, Fernsehserie, Episode 1x21)
- 1987: The New Gidget (Fernsehserie, 2 Episoden)
- 1987: Shelter in the Storm
- 1988: Phantom of the Ritz
- 1989: NAM – Dienst in Vietnam (Tour of Duty, Fernsehserie, Episode 2x10)
- 1989: Gefährlicher Ruhm – Aufstieg und Fall des Oliver North (Guts and Glory: The Rise and Fall of Oliver North, Fernsehfilm)
- 1990: Ski Academy (Ski Patrol)
- 1990: Sporting Chance (Fernsehfilm)
- 1991: Alles außer Liebe (Anything but Love, Fernsehserie, Episode 4x02)
- 1992: Stand by Your Man (Fernsehserie, Episode 1x07)
- 1993: Tropical Heat (Sweating Bullets, Fernsehserie, 2 Episoden)
- 1993: Renegade – Gnadenlose Jagd (Renegade, Fernsehserie, Episode 2x11)
- 1993: South of Sunset (Fernsehserie, Episode 1x02)
- 1994: The WormKillers' Last Spring
- 1994: The Glass Shield
- 1994: Der Fluch der hungernden Klasse (Curse of Starving Class)
- 1994: 50 Years of Soaps: An All-Star Celebration (Fernsehfilm)
- 1997: Pacific Blue – Die Strandpolizei (Pacific Blue, Fernsehserie, Episode 3x07)
- 1997: Das kleine Schloßgespenst (Little Ghost)
- 1997: JAG – Im Auftrag der Ehre (JAG, Fernsehserie, Episode 3x06)
- 1998: Armageddon – Das jüngste Gericht (Armageddon)
- 1998: Operation Delta Force III (Operation Delta Force 3: Clear Target)
- 1999: Godparents (Fernsehserie)
- 2000: U.S. Seals
- 2001: JAG – Im Auftrag der Ehre (JAG, Fernsehserie, Episode 7x03)
- 2001: Unreel: A True Hollywood Story (Kurzfilm)
- 2001–2004: Star Trek: Enterprise (Enterprise, Fernsehserie, 4 Episoden)
- 2002: 100 gute Hundetaten (100 Deeds for Eddie McDowd, Fernsehserie, Episode 3x01)
- 2002: The Code Conspiracy
- 2002: The Agency – Im Fadenkreuz der C.I.A. (The Agency, Fernsehserie, Episode 1x19)
- 2002: Emergency Room – Die Notaufnahme (ER, Fernsehserie, Episode 9x08)
- 2003: An American Reunion
- 2003: Threat Matrix – Alarmstufe Rot (Threat Matrix, Fernsehserie, Episode 1x03)
- 2003: The District – Einsatz in Washington (The District, Fernsehserie, 2 Episoden)
- 2005: Elizabethtown
- 2005: Supernatural (Fernsehfilm)
- 2006: Distortion
- 2006: Blood Ranch
- 2007: Hallows Point
- 2007: The Indian
- 2008: The Belly of the Beast
- 2010: Adventure Scouts
- 2011: Mein Freund, der Delfin (Dolphin Tale)
- 2016: Divorce Texas Style
- 2017: Do You See Me
- 2019: Time Off (Kurzfilm)
- 2021: Last Man Standing (Kurzfilm)
- 2021: Mind Games
- 2021: Last of the Grads
- 2022: Shark Waters
- 2022: Silver Strings (Kurzfilm)
- 2023: Soulmates

### Produktion
- 1999: Godparents (Fernsehserie)
- 2003: An American Reunion
- 2005: Supernatural (Fernsehfilm)
- 2006: Blood Ranch
- 2007: Hallows Point
- 2007: The Indian
- 2008: The Belly of the Beast
- 2010: Adventure Scouts
- 2023: Soulmates

### Drehbuch
- 2023: Soulmates (auch Regie)
- 2010: Adventure Scouts (auch Regie)
- 2008: The Belly of the Beast
- 2005: Supernatural (Fernsehfilm; auch Regie)
- 2003: An American Reunion (auch Regie)
- 1999: Godparents (Fernsehserie; auch Regie)